# Indiens forfatning
Indiens forfatning (engelsk: Constitution of India) er verdens længste forfatning for en selvstændig stat og består af 395 paragraffer og 8 bilag. Den blev vedtaget af Indiens konstituerende forsamling 26. november 1949 og trådte i kraft 26. januar 1950. Denne dag har siden været landets nationaldag.
Forfatningen bygger på vestligt tankegods, men lægger ganske stor vægt på bestræbelserne på at skabe et lige samfund. En stor del af magten er koncentrereret hos landets regering.
Indledningen til forfatningen lyder: "Vi, Indiens folk, har højtideligt besluttet at konstituere Indien som en suveræn socialistisk, sekulær, demokratisk republik og vil sikre alle medborgere:
- retfærdighed, socialt, økonomisk og politisk
- tanke-, ytrings- og religionsfrihed
- ligestilling og lige muligheder."

## Reference
1. ↑  Constitution of India på legislative.gov.in